# Antton Olariaga Aramburu
Antton Olariaga Aramburu (Usurbil, Guipúscoa, 1946) és un autor de còmic basc.
Estudia Belles Arts a València, i va començar la seua trajectòria com a humorista gràfic a Las Provincias. Al País Basc col·labora amb Ere, Zeruko Argia i Anaitasuna. En estes últimes dos revistes crea els còmics Kaleko, Hormasprayko i Mozorrozko, on reflecteix els esdeveniments sociopolítics de la Transició política espanyola. Per al diari Egin crea el personatge Zakilixut. A partir dels anys 1970 comença a col·laborar amb diferents editorials de l'àmbit educatiu. Amb la creació d'Ipurbeltz, seria un dels col·laboradors de la publicació. També ha il·lustrat contes infantils i juvenils.